# 埃奇沃斯框图
埃奇沃斯框图（Edgeworth Box，也称“埃奇沃思盒”）揭示了当所有消费的总量或经济活动中使用的投入品总量固定时，如何配置资源，考察生产的效率。与对消费者的边际替代率相类似，在证明生产中帕累托有效投入品的生产效率的论点时，也可以用定义两种投入品之间的边际技术替代率给出。边际技术替代率是指，为保持一定的产量水平，一种投入品能够被另一种投入品替换的单位数量。这样，用埃奇沃斯的无差异曲线的性质，人们可以作出一条描述当产量不变时一种投入被另一种投入替代的弯向圆点的曲线。
这条由后来的经济学家发明的曲线，叫等产量曲线，它的斜率是边际技术替代率。给定的投入品供给，实现资源分配帕累托效率所必须的条件是，任何一组投入品之间的边际技术替代率，对于它们所有用于生产的用随机方式选择的所有产品都必须相等。如果这个条件未满足，那么重新配置投入品将可能在不减少任何单一产品产量的情况下使总产量增大。生产分析与交换分析的唯一区别是，现在我们衡量的是投入而不是产出，并且我们集中在两种产出上而不是两个消费者上。

## 埃奇沃斯框图的具体例子
- 假定经济中有两种物品：食品和药品；两个消费者：A和B；食品的总量为OF，药品的总量为OM；
- 如果A消费了OR的食品和OS的药品，B则消费了OF－OR的食品和OM－OS的药品；
- A和B之间存在着如何配置给定数量的食品和药品的问题。